# Adam Leik
Adam Zygmunt Leik (ur. 20 sierpnia 1974 w Bytowie) – polski samorządowiec i urzędnik, w latach 2006–2010 i 2010–2013 wiceburmistrz Bytowa, w 2010 członek zarządu województwa pomorskiego III kadencji.

## Życiorys
Ukończył studia polonistyczne. Kształcił się podyplomowo w zakresie zarządzania na Politechnice Koszalińskiej i Uniwersytecie Gdańskim, odbył także kursy z administracji, funduszy pomocowych i integracji europejskiej. Krótko pracował jako nauczyciel języka polskiego, księgowy i dziennikarz „Kuriera Bytowskiego”. Od 2002 do 2006 kierował wydziałem promocji i rozwoju powiatu w starostwie powiatu bytowskiego. Został członkiem Zrzeszenia Kaszubsko-Pomorskiego i Ochotniczej Straży Pożarnej.
Zaangażował się w działalność polityczną w ramach Platformy Obywatelskiej. W 2006 kandydował do rady miejskiej Bytowa, mandat uzyskał w 2010 (nie objął go); wystartował także w wyborach do Sejmu w 2011. W 2006 został zastępcą burmistrza Bytowa. 24 lutego 2010 powołany na stanowisko członka zarządu województwa pomorskiego, powierzono mu odpowiedzialność za sprawy infrastruktury, promocji i rozwoju gospodarczego. Zakończył pełnienie funkcji wraz z całym zarządem 6 grudnia 2010. W latach 2010–2013 ponownie był wiceburmistrzem Bytowa, we wrześniu 2013 zrezygnował z tej funkcji i członkostwa w PO w związku z objęciem stanowiska dyrektorskiego w spółce Drutex. W 2018 i 2024 wybierany do rady miejskiej Bytowa z ramienia lokalnego komitetu.
Żonaty, ma dwoje dzieci.